# Zeithistorische Forschungen
Zeithistorische Forschungen/Studies in Contemporary History (kurz ZF oder ZF/SCH) ist der Titel einer geschichtswissenschaftlichen Zeitschrift. Sie erscheint seit 2004 in zwei sich ergänzenden Ausgaben: Einer Open-Access-Online-Ausgabe (elektronische Zeitschrift) und einer parallelen Druck-Ausgabe bei Vandenhoeck & Ruprecht aus Göttingen mit etwa 160–180 Seiten je Heft. Die veröffentlichten Beiträge, Rezensionen und Artikel zu Quellen widmen sich allesamt zeitgeschichtlichen Fragestellungen.

## Aufbau und Charakteristik
Im Mittelpunkt des Interesses stehen die Jahrzehnte zwischen 1945 und 1990, aber auch die neueste Zeitgeschichte wird nicht außer Acht gelassen. Es werden zentrale Probleme der ersten Jahrhunderthälfte und des gesamten 20. Jahrhunderts aufgegriffen, die für ein historisch fundiertes Gegenwartsverständnis von Bedeutung sind. Neben längeren Aufsätzen bietet die Zeitschrift u. a. Essays, Debattenbeiträge, Interviews und Quelleninterpretationen. Es werden sowohl deutsch- als auch englischsprachige Beiträge veröffentlicht.
Herausgegeben wird die Zeitschrift von Frank Bösch und Martin Sabrow am Zentrum für Zeithistorische Forschung Potsdam. Von 2003 bis 2021/22 war Konrad Jarausch Gründungsmitherausgeber, von 2003 bis 2011 auch Christoph Kleßmann. Die Redaktion wird von einem wissenschaftlichen Beirat unterstützt, dem Hannah Ahlheim (Gießen), Julia Angster (Mannheim), Melanie Arndt (Freiburg), Jörg Baberowski (Berlin), Hartmut Berghoff (Göttingen), Cornelia Brink (Freiburg), Mary Fulbrook (London), Krzysztof Ruchniewicz (Wrocław), Iris Schröder (Erfurt), Dietmar Süß (Augsburg) und Michael Wildt (Berlin) angehören.

## Übersicht über Themen
- 1. Jahrgang 2004
  - 1 Zeitgeschichte heute – Stand und Perspektiven
  - 2 Mediengeschichte(n)
  - 3 Europäisierung der Zeitgeschichte?
- 2. Jahrgang 2005
  - 1 Kriege nach dem Zweiten Weltkrieg
  - 2 Offenes Heft
  - 3 Migration
- 3. Jahrgang 2006
  - 1 Imperien
  - 2 Offenes Heft
  - 3 Die 1970er-Jahre – Inventur einer Umbruchzeit
- 4. Jahrgang 2007
  - 1/2 Offenes Heft
  - 3 Offenes Heft
- 5. Jahrgang 2008
  - 1 Gewalt: Räume und Kulturen
  - 2 Offenes Heft
  - 3 NS-Forschung nach 1989/90
- 6. Jahrgang 2009
  - 1 Offenes Heft
  - 2 Fordismus
  - 3 Populäre Geschichtsschreibung
- 7. Jahrgang 2010
  - 1 Offenes Heft
  - 2 Sicherheit
  - 3 Religion in der Bundesrepublik Deutschland
- 8. Jahrgang 2011
  - 1 Offenes Heft
  - 2 Politik und Kultur des Klangs im 20. Jahrhundert
  - 3 Internationale Ordnungen und neue Universalismen im 20. Jahrhundert
- 9. Jahrgang 2012
  - 1 Offenes Heft
  - 2 Politik und Kultur des Klangs im 20. Jahrhundert
  - 3 Antiliberales Europa
- 10. Jahrgang 2013
  - 1 Offenes Heft
  - 2 Soziale Ungleichheit im Staatssozialismus
  - 3 Zeitgeschichte der Vorsorge
- 11. Jahrgang 2014
  - 1 Offenes Heft
  - 2 West-Berlin
  - 3 Stress!
- 12. Jahrgang 2015
  - 1 Offenes Heft
  - 2 Fotografie in Diktaturen
  - 3 Vermarktlichung
- 13. Jahrgang 2016
  - 1 Offenes Heft
  - 2 Apartheid und Anti-Apartheid – Südafrika und Westeuropa
  - 3 Der Wert der Dinge
- 14. Jahrgang 2017
  - 1 Offenes Heft
  - 2 Offenes Heft
  - 3 Mobilität und Umwelt
- 15. Jahrgang 2018
  - 1 Offenes Heft
  - 2 Gewaltabkehr als gesellschaftliches Projekt in der Bundesrepublik Deutschland
  - 3 Flucht als Handlungszusammenhang
- 16. Jahrgang 2019
  - 1 Offenes Heft
  - 2 Zeitgeschichte des Rechts
  - 3 Israel, Palästina und die deutsche Zeitgeschichte
- 17. Jahrgang 2020
  - 1 Offenes Heft
  - 2 Gesundheitsökonomien
  - 3 Offenes Heft
- 18. Jahrgang 2021
  - 1 Nostalgie
  - 2 Welt – Hunger – Hilfe
  - 3 Männlichkeiten
- 19. Jahrgang 2022
  - 1 Offenes Heft
  - 2 Disability History
  - 3 Offenes Heft
- 20. Jahrgang 2023
  - 1 Ausweisen – Rückführen – Abschieben
  - 2 Jüdische Sprachkritik nach dem Holocaust
  - 3 Offenes Heft
- 21. Jahrgang 2024–2025
  - 1 Sozial-/Kulturanthropologie und Zeitgeschichte